# Hanna Binke
Hanna Binke, pseudonimo di Hanna Höppner (Berlino, 17 marzo 1999), è un'attrice tedesca, nota per aver interpretato il ruolo di Mika Schwarz nei film del cavallo Windstorm (Ostwind).

## Biografia
Hanna Binke è nata il 17 marzo 1999 a Berlino (Germania), all'età di nove anni ha iniziato a recitare dopo essere stata contattata da un'agenzia. Vive con la sua famiglia a Berlino ed ha una sorella che si chiama Pauline.

## Carriera
Hanna Binke è apparsa fin da bambina in diversi film televisivi ed episodi di serie, oltre che in pubblicità. Nel 2008 ha interpretato il ruolo di Computerkid nel cortometraggio MärchenHütte - Der Film diretto da Martin Rosefeldt. L'anno successivo, nel 2009, ha ricoperto il ruolo di Klara Husemann nella serie SOKO Wismar. Nel 2011 ha interpretato il ruolo di Lena Färber nell'episodio Malediven della serie Dream Hotel (Das Traumhotel). Nello stesso anno ha ricoperto il ruolo di Melissa Sprung nel film televisivo Una famiglia in eredità (Die geerbte Familie) diretto da Christine Kabisch. Nel medesimo anno ha recitato nel film Kriegerin diretto da David Wnendt (nel ruolo di Marisa Kind) e nel film televisivo Carl & Bertha diretto da Till Endemann (nel ruolo di Klara Benz).
Nel 2012 ha interpretato il ruolo di Sarah Engel nell'episodio Brüder fürs Leben della serie Engel der Gerechtigkeit. L'anno successivo, nel 2013, ha ricevuto il premio cinematografico tedesco per gli attori per bambini come Miglior attrice e ha vinto il premio del Der weiße Elefant (L'elefante bianco).
Nel 2013 dopo aver ricoperto il ruolo di Sophie Fischer nel film televisivo Nur mit euch diretto da Udo Witte e quello di Nina Siebmann nel film televisivo Robin Hood & ich diretto da Holger Haase, ha avuto il suo primo ruolo da protagonista al cinema nel film Windstorm - Liberi nel vento (Ostwind), dove ha interpretato il ruolo di Mika Schwarz. Di conseguenza ha anche avuto il ruolo principale nei sequel Windstorm 2 - Contro ogni regola (Ostwind 2) del 2015, Windstorm 3 - Ritorno alle origini (Ostwind – Aufbruch nach Ora) del 2017, Windstorm 4 - Il vento sta cambiando (Ostwind – Aris Ankunft) del 2019, Windstorm 5 - Uniti per sempre (Ostwind – Der große Orkan) del 2021.
Nel 2017 ha recitato nell'episodio Zu früh geträumt della serie Frühling, in cui ha interpretato il ruolo di Amelie Huber, una studentessa incinta. L'anno successivo, nel 2018, ha ha partecipato alle sfilate di moda Instinkte/Gabba/Fashionweek Berlin e Malaikaraiss Kollektion. Nel 2019 interpretato il ruolo di Josie nell'episodio Dunkler Zwilling della serie Polizeiruf 110. Nel 2021 ha ricoperto il ruolo di Wer Gewalt sät nell'episodio della serie Helen Dorn. Nello stesso anno ha interpretato il ruolo di Johanna nel cortometraggio Serkar diretto da Sven Unland. Nel 2022 ha recitato nell'episodio Alte Liebe, neue Liebe della serie Frühling, in cui ha ricoperto il ruolo di Amelie Kreuser, una giovane madre in conflitto con la madre del compagno.

## Filmografia

### Cinema
- Kriegerin, regia di David Wnendt (2011)
- Windstorm - Liberi nel vento (Ostwind), regia di Katja von Garnier (2013)
- Windstorm 2 - Contro ogni regola (Ostwind 2), regia di Katja von Garnier (2015)
- Windstorm 3 - Ritorno alle origini (Ostwind – Aufbruch nach Ora), regia di Katja von Garnier (2017)
- Windstorm 4 - Il vento sta cambiando (Ostwind – Aris Ankunft), regia di Theresa von Eltz (2019)
- Windstorm 5 - Uniti per sempre (Ostwind – Der große Orkan), regia di Lea Schmidbauer (2021)

### Televisione
- SOKO Wismar – serie TV, episodio Flaschenpost (2009)
- Dream Hotel (Das Traumhotel) – serie TV, episodio Malediven (2011)
- Una famiglia in eredità (Die geerbte Familie), regia di Christine Kabisch – film TV (2011)
- Carl & Bertha, regia di Till Endemann – film TV (2011)
- Engel der Gerechtigkeit – serie TV, episodio Brüder fürs Leben (2012)
- Nur mit euch, regia di Udo Witte – film TV (2013)
- Robin Hood & ich, regia di Holger Haase – film TV (2013)
- Frühling – serie TV, episodi Zu früh geträumt e Alte Liebe, neue Liebe (2017, 2022)
- Polizeiruf 110 – serie TV, episodio Dunkler Zwilling (2019)
- Helen Dorn – serie TV, episodio Wer Gewalt sät (2021)

### Cortometraggi
- MärchenHütte - Der Film, regia di Martin Rosefeldt (2008)
- Serkar, regia di Sven Unland (2021)

## Doppiatrici italiane
Nelle versioni in italiano dei suoi film e delle sue serie TV, Hanna Binke è stata doppiata da:
- Chiara Oliviero[14] in Windstorm - Liberi nel vento[15], in Windstorm 2 - Contro ogni regola[16], in Windstorm 3 - Ritorno alle origini[17], in Windstorm 4 - Il vento sta cambiando[18], in Windstorm 5 - Uniti per sempre[19]

## Riconoscimenti
- Der weiße Elefant (L'elefante bianco)
  - 2013: Vincitrice come Miglior attrice[8]

- Premio cinematografico tedesco per gli attori per bambini
  - 2013: Vincitrice come Miglior attrice

- Jupiter Award
  - 2016: Candidata come Miglior attrice tedesca per il film Windstorm 2 - Contro ogni regola (Ostwind 2)